# Solanum umbelliferum
Solanum umbelliferum es un arbusto perenne conocido como bruja azul. Es una especie del género Solanum, el cual incluye a plantas tan conocidas como el tomate, la patata y la berenjena.

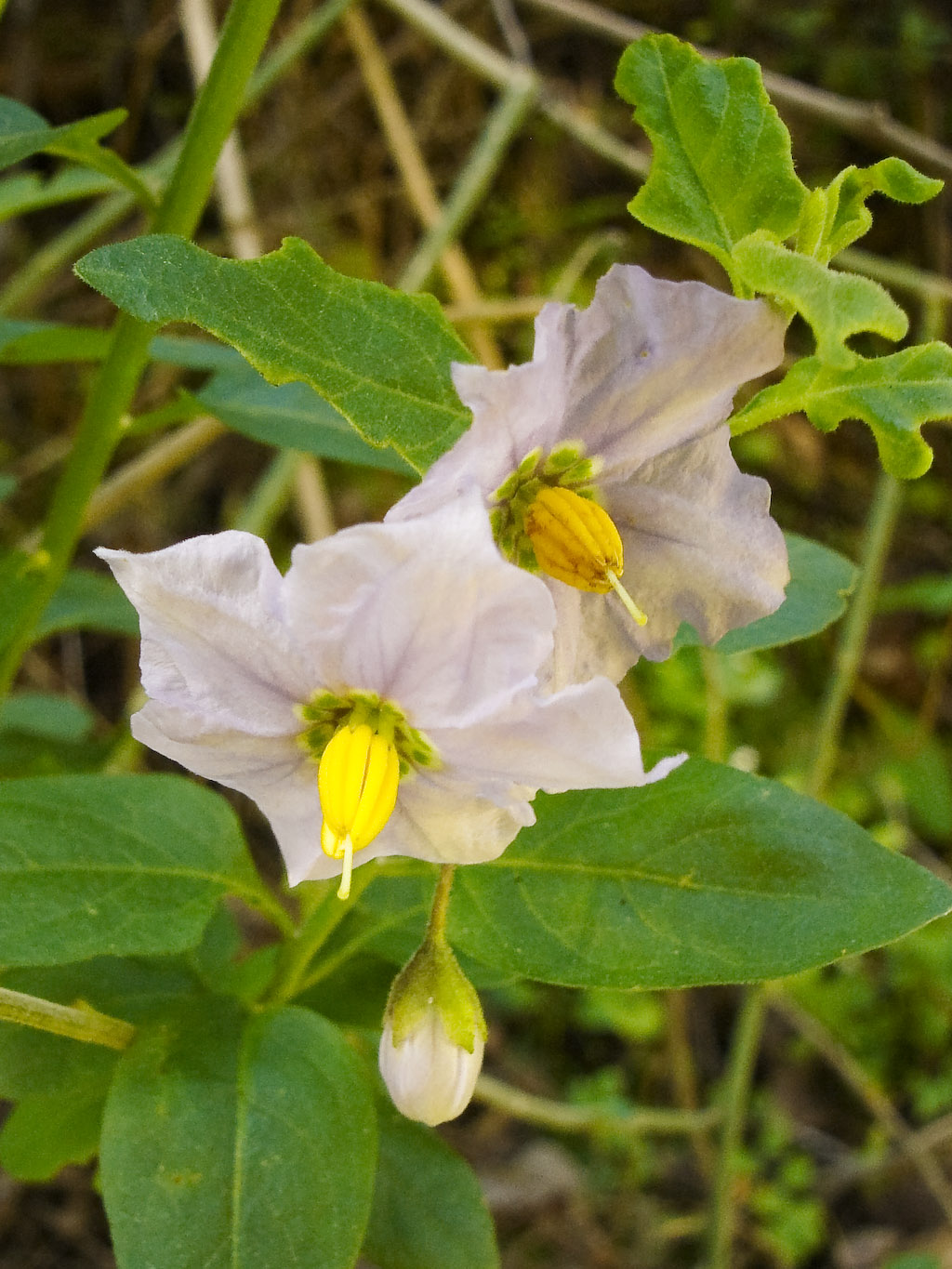
Detalle de las hojas y flores.

## Descripción
La bruja azul tiene las hojas gris-verdosas, cubiertas con pelusa y alcanza el metro de altura. Las flores son de color púrpura brillante o azul con el centro amarillo. Las flores se cierran durante la noche. El fruto es redondo y al madurar se pone de color púrpura y se asemeja a una pequeña berenjena.

## Distribución
Se encuentran en California y en Arizona con zonas arbolada de robles. Puede crecer en lugares rocosos y, como la mayoría de las plantas del género Solanum, es tóxica por sus alcaloides.

## Taxonomía
Solanum umbelliferum fue descrita por  Johann Friedrich von Eschscholtz y publicado en Mémoires de l'Académie Imperiale des Sciences de St. Pétersbourg. Avec l'Histoire de l'Académie 10(2): 283. 1826.
Etimología
Solanum: nombre genérico que deriva del vocablo Latíno equivalente al Griego στρνχνος (strychnos) para designar el Solanum nigrum (la "Hierba mora") —y probablemente otras especies del género, incluida la berenjena— , ya empleado por Plinio el Viejo en su Historia naturalis (21, 177 y 27, 132) y, antes, por Aulus Cornelius Celsus en De Re Medica (II, 33). Podría ser relacionado con el Latín sol. -is, "el sol", debido a que la planta sería propia de sitios algo soleados.
umbelliferum: epíteto latino que significa "con umbelas".